# Шаукен
Шаукен (каз. Шаукен) — упразднённое село в Павлодарском районе Павлодарской области Казахстана. Находилось в подчинении городской администрации Павлодара. Входило в состав Жана-аульского сельского округа. Ликвидировано в 2004 г.

## География
Располагалось на правом берегу старицы рукава Старый Иртыш реки Иртыш, в 1 км к северу от села Павлодарское и в настоящее время представляет собой улицу Озерную села.

## Население
В 1989 году население села составляло 89 человек, 78 % которых составляли казахи. По данным переписи 1999 года в селе проживало 92 человека, в том числе 47 мужчин и 45 женщин.